# Carrera Panamericana 1953

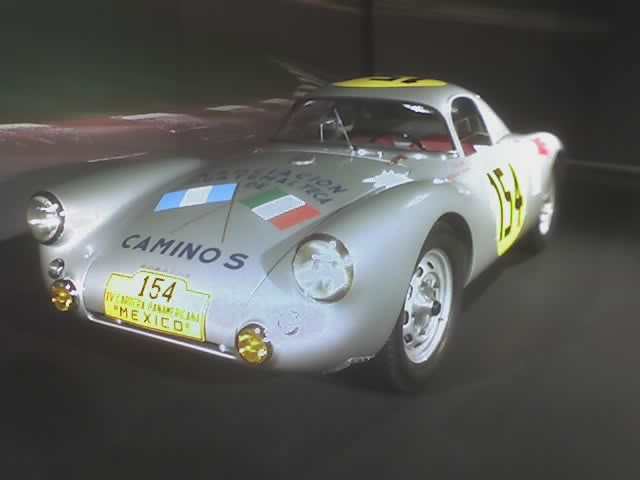
Der Porsche 550 von Jaroslav Juhan und Antonio Asturias Hall

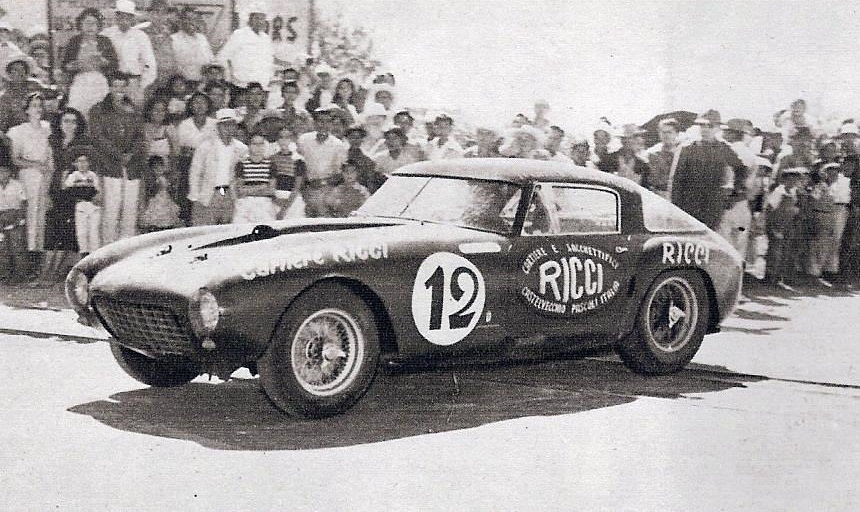
Der ausgefallene Ferrari 375MM Pinin Farina von Umberto Maglioli und Piero Cassani

Die vierte  Carrera Panamericana fand vom 23. bis 27. November 1953 statt und war der siebte Wertungslauf der Sportwagen-Weltmeisterschaft dieses Jahres.

## Das Rennen

### Die Strecke
Die vierte Carrera Panamericana hatte acht Sonderprüfungen und eine Streckenlänge von 3077 km. Das Rennen wurde in Tuxtla Gutiérrez gestartet und führte über Ciudad Juárez und Chihuahua zurück zum Ausgangsort.

### Die Teams
Mit fünf Fahrzeugen, viel Personal und Material kam die Werksmannschaft von Lancia nach Mexiko. Die Italiener hatten drei D24 und zwei D23 für das lange Straßenrennen präpariert, die in der Klasse für Sportwagen über 1,6-Liter-Hubraum gemeldet wurden. Die Teamführung von Lancia hatte Spitzenfahrer verpflichtet, um die Gesamtwertung dieses Rennens gewinnen zu können. Juan Manuel Fangio, der Formel-1-Weltmeister der Saison 1951, steuerte einen D24; sein Beifahrer war der Italiener Gino Bronzoni. Piero Taruffi und Felice Bonetto fuhren ebenfalls einen D24. Die beiden D23 wurden von dem noch jungen Eugenio Castellotti und von Giovanni Bracco gefahren. Vor allem auf Bracco ruhten die Hoffnungen der Lancia-Teamführung. Der in Biella geborene Italiener galt als Spezialist für lange Straßenrennen. Im Vorjahr hatte er die Mille Miglia gewonnen und war bei der Carrera lange in Führung gelegen, ehe er wegen eines Defekts ausfiel. Vor dem Start zur dritten Etappe kam es zu einem Akt großer Sportlichkeit. Bracco ließ über den Journalisten Günther Molter einer verblüfften Mercedes-Mannschaft ausrichten, dass es keinen Sinn mehr habe schnell zu fahren, da sein Wagen unter großen technischen Problemen leide und er bald ausfalle. Tatsächlich setzte wenige Kilometer nach Beginn der letzten Etappe die Kraftübertragung des Ferraris aus und der Sieg ging an Mercedes.
Für Lincoln, den US-amerikanischen Hersteller von Luxusfahrzeugen, war die Carrera von besonderer Bedeutung. Die Aufmerksamkeit der Medien und dadurch der Werbeeffekt in Mexiko und den Vereinigten Staaten waren groß. Für Lincoln war diese öffentliche Wahrnehmung wichtig; daher war auch Lincoln bei der Carrera mit Werkswagen vertreten. Die Vorbereitung und der Einsatz der drei Capri wurden dem Rennteam von Bob Estes überlassen. Als Fahrer wurden Chuck Stevenson, Walt Faulkner, Chuck Daigh, Johnny Mantz, Clay Smith und Bill Stroppe verpflichtet. Ein vierter Wagen, den Jack McGrath und Manuel Ayulo steuerten, wurde von Ronald Ferguson gemeldet.
Offiziell nicht am Start war die Scuderia Ferrari. Enzo Ferrari unterstützte aber die Scuderia Guastalla von Franco Cornacchia logistisch. Cornacchia kam mit vier Ferrari 375MM nach Mexiko. Einer der Fahrer war Umberto Maglioli, der die Carrera ein Jahr später gewann. Cornacchia meldete knapp vor Nennschluss ein fünftes Fahrzeug; einen Chrysler New Yorker Spezial, den die beiden Italiener Antonio Stagnoli und Giuseppe Scotuzzi fuhren.
Erwähnenswert sind auch drei deutsche Meldungen: Porsche brachte zwei 550 Spyder an den Start; als Fahrer wurden Hans Herrmann und Karl Kling verpflichtet. Adolf Brudes startete mit einem Borgward Hansa 1500 RS.

### Rennverlauf
Das Rennen selbst wurde von den europäischen Teams dominiert und endete mit einem dreifachen Triumph der Lancia-Mannschaft. Juan Manuel Fango siegte mit einem Vorsprung von sieben Minuten auf seinen Teamkollegen Piero Taruffi. Dritter wurde Eugenio Castellotti. Überschattet wurde der Erfolg vom Todessturz ihres Teamkollegen Felice Bonetto, der bei einem Unfall in ein Haus prallte und auf der Stelle tot war.

## Ergebnisse

### Schlussklassement
| 1               | S + 1.6 | 36  | Scuderia Lancia                        | Juan Manuel Fangio Gino Bronzoni                | Lancia D24 Pinin Farina     | 18:11:00,000            |
| 2               | S + 1.6 | 22  | Scuderia Lancia                        | Piero Taruffi Luigi Maggio                      | Lancia D24 Pinin Farina     | 18:18:51,000            |
| 3               | S + 1.6 | 38  | Scuderia Lancia                        | Eugenio Castellotti Carlo Luoni                 | Lancia D23 Pinin Farina     | 18:24:52,000            |
| 4               | S + 1.6 | 26  | Scuderia Guastalla                     | Guido Mancini Fabrizio Serena di Lapigio        | Ferrari 375MM               | 19:40:29,000            |
| 5               | S + 1.6 | 6   | Club Francia Amigos de la Panamericana | Louis Rosier                                    | Talbot Lago T26GS           | 20:11:22,000            |
| 6               | S + 1.6 | 23  | Scuderia Guastalla                     | Mario Ricci Forese Salviati                     | Ferrari 375MM               | 20:16:28,000            |
| 7               | T       | 52  | Bob Estes                              | Chuck Stevenson Clay Smith                      | Lincoln Capri               | 20:31:32,000            |
| 8               | T       | 53  | Bob Estes                              | Walt Faulkner Chuck Daigh                       | Lincoln Capri               | 20:32:55,000            |
| 9               | T       | 95  | Ronald Ferguson                        | Jack McGrath Manuel Ayulo                       | Lincoln Capri               | 20:33:07,000            |
| 10              | T       | 51  | Bob Estes                              | Johnny Mantz Bill Stroppe                       | Lincoln Capri               | 20:33:30,000            |
| 11              | S + 1.6 | 5   | Efrain Ruiz-Echeverria                 | Efrain Ruiz-Echeverria Pedro Viellegas Becceril | Ferrari 250MM               | 20:48:29,000            |
| 12              | T       | 66  | A. B. Poe                              | Tommy Drisdale Pedro Gomez                      | Chrysler New Yorker         | 21:21:19,000            |
| 13              | T       | 67  | Knox Conserve                          | Royal Russell Jesse Ashley                      | Chrysler New Yorker         | 21:34:26,000            |
| 14              | S + 1.6 | 11  | Akton Miller                           | Akton Miller Douglas Harrison                   | Caballo de Hiero            | 22:07:36,000            |
| 15              | T       | 60  | Oscar Gálvez                           | Oscar Gálvez Eduardo Martinez                   | Lincoln Capri               | 22:18:44,000            |
| 16              | T       | 79  | Jorge Descote                          | Jorge Descote                                   | Lincoln Capri               | 22:27:01,000            |
| 17              | T       | 64  | E. N. de Milo                          | Ernesto Petrini Alberto Fiorentini              | Lincoln Capri               | 22:28:36,000            |
| 18              | T       | 59  | Douglas Ehlinger                       | Douglas Ehlinger Louis Solorio                  | Packard Mayfair             | 22:34:40,000            |
| 19              | T       | 72  | Thomas A. Deal                         | Bill Sterling Julius Colspret                   | Cadillac Series 62          | 22:40:30,000            |
| 20              | T       | 93  | Pat Zoccano                            | Pat Zoccano Glen Barnhart                       | Buick                       | 22:42:21,000            |
| 21              | T       | 55  | Union de Choferes                      | Roberto Belmar Angel Acar Valle                 | De Soto Diplomat            | 22:45:02,000            |
| 22              | T       | 101 | Arturo Alvarez Tostado                 | Arturo Alvarez Tostado Alfredo Cabrero Porras   | Chrysler New Yorker         | 22:50:59,000            |
| 23              | T       | 118 | James Rice                             | Ferdinando de Leeuw Murphy Cornelio Medina      | Lincoln Capri               | 22:51:28,000            |
| 24              | T       | 113 | Ricardo Ramirez                        | Ricardo Ramirez                                 | Oldsmobile 88               | 23:01:10,000            |
| 25              | S + 1.6 | 25  | Guillermo Girón                        | Guillermo Girón Rudolfo Beaudin                 | Jaguar XK 120               | 23:01:49,000            |
| 26              | T       | 102 | Juan de Aguinaco                       | Juan de Aguinaco                                | Oldsmobile 88               | 23:02:47,000            |
| 27              | T       | 70  | Alvin Rogers                           | Alvin Rogers Ralph Rogers                       | Chrysler New Yorker         | 23:13:45,000            |
| 28              | T       | 88  | Ernest Hall                            | Ernest Hall Louis Unser                         | Buick                       | 23:14:35,000            |
| 29              | T       | 87  | Luis Rafael Garzon                     | Luis Rafael Garzon William Griebling            | Oldsmobile 88               | 23:28:15,000            |
| 30              | T       | 114 | Hector Riva Palacio                    | Hector Riva Palacio Carlos Condey               | Oldsmobile 88               | 23:28:20,000            |
| 31              | T       | 82  | Gilberto Julian Riega                  | Gilberto Julian Riega Modesto Jose Riega        | Lincoln Capri               | 23:55:50,000            |
| 32              | S 1.6   | 152 | José Herrarte Ariano                   | José Herrarte Ariano Carlos Gonzales            | Porsche 550 Coupe           | 23:57:04,000            |
| 33              | S 1.6   | 158 |                                        | Fernando Segura                                 | Porsche 356 Super           | 24:18:25,000            |
| 34              | TS      | 217 | C. D. Evans                            | C. D. Evans Walter Krause                       | Chevrolet 210               | 24:48:41,000            |
| 35              | TS      | 207 | Norman Patterson                       | Norman Patterson Bernie Shires                  | Ford V8                     | 24:58:55,000            |
| 36              | TS      | 209 | Oscar Cabalén                          | Oscar Cabalén Guillermo Ibanda                  | Ford 6                      | 25:03:48,000            |
| 37              | TS      | 209 | Scott Yantis                           | Scott Yantis                                    | Chevrolet 210               | 25:09:51,000            |
| 38              | TS      | 235 | Malcolm Eckart                         | Malcolm Eckart Carroll Hamplemann               | Hudson Jet                  | 25:17:05,000            |
| 39              | TS      | 238 | Humberto Maneglia                      | Humberto Maneglia                               | Ford 6                      | 25:34:27,000            |
| 40              | TS      | 222 | Hector Ortiz Palacios                  | Hector Ortiz Palacios Ramon Leal Contreras      | Plymouth Belvedere          | 25:43:31,000            |
| 41              | TS      | 204 | Seguros Chapultepec                    | Francisco Ramirez Fonseca Alberto Maya Juarez   | Hudson Jet                  | 25:59:48,000            |
| 42              | TS      | 225 | Enrique Paredes                        | Enrique Paredes Luis Herrastri                  | Hudson Jet                  | 26:00:42,000            |
| 43              | TS      | 245 | Tadeo Taddia                           | Tadeo Taddia Sebastian Florencia                | Chevrolet 210               | 26:01:53,000            |
| 44              | TS      | 268 | Miguel Vinardelli                      | Miguel Vinardelli                               | Chevrolet Bel Air           | 26:03:33,000            |
| 45              | TS      | 256 | Baltazar Aleimo                        | Baltazar Aleimo Eliseo Rodriguez                | Chevrolet 210               | 26:04:08,000            |
| 46              | T       | 147 | Clemente Aspe                          | Clemente Aspe                                   | Mercury Monterey            | 26:05:44,000            |
| 47              | TS      | 282 | Rafael Larocca                         | Rafael Larocca                                  | Ford 6                      | 26:06:05,000            |
| 48              | TS      | 210 | Morelos                                | Carlos Diaz Garcilazo Enrique Alvarado          | Studebaker Champion         | 26:10:36,000            |
| 49              | TS      | 228 | Luis Maria Martorani                   | Luis Maria Martorani                            | Ford Victoria               | 26:11:56,000            |
| 50              | TS      | 244 | Guillermo Airaldi                      | Guillermo Airaldi Francisco Spartafora          | Chevrolet 210               | 26:25:21,000            |
| 51              | TS      | 258 | Domingo Lombardi                       | Domingo Lombardi Jorge Jose Ferrario            | Ford 6                      | 26:27:41,000            |
| 52              | TS      | 277 | Robert Barckimer                       | Robert Barckimer Frank Danley                   | Ford 6                      | 26:40:39,000            |
| 53              | TS      | 215 | Leones Dolores Club Hidalgo            | Rafael González Sandoval Aurelio Lara           | Nash Statesman              | 26:54:23,000            |
| 54              | TS      | 272 | Carlos Fortunati Firpo                 | Carlos Fortunati Firpo                          | Ford 6                      | 27:00:50,000            |
| 55              | TS      | 266 | Oscar Mantorani                        | Oscar Mantorani                                 | Ford 6                      | 27:01:13,000            |
| 56              | TS      | 248 | Carlos Pfeffer                         | Carlos Pfeffer Antonoi Lius Michelini           | Ford 6                      | 28:07:55,000            |
| 57              | TS      | 278 | Carlos Battilana Olazabal              | Carlos Battilana Olazabal                       | Ford 6                      | 28:14:19,000            |
| 58              | TS      | 255 | Guillermo Marenghini                   | Guillermo Marenghini Alfred Rho                 | Chevrolet                   | 28:24:41,000            |
| 59              | TS      | 227 | Sebastian Gonzáles                     | Sebastian Gonzáles Carlos Soto Olivares         | Ford Victoria               | 28:27:21,000            |
| 60              | TS      | 257 | Omar White                             | Omar White                                      | Chevrolet 210               | 30:53:14,000            |
| Disqualifiziert |         |     |                                        |                                                 |                             |                         |
| 61              | T       | 73  | Richard Doane                          | Jim Rathmann Irving Kirbell                     | Oldsmobile 88               | illegale Zylinderköpfe  |
| 62              | S 1.6   | 155 | Hans-Hugo Hartmann                     | Hans-Hugo Hartmann                              | Borgward RS                 | Zeitlimit überschritten |
| 63              | TS      | 269 | Mario Reibaldi                         | Mario Reibaldi                                  | Ford 6                      | Zeitlimit überschritten |
| 64              | T       | 63  | Liga Nacional del Transporte           | Luis Leal Solares Alfredo Garcia Avila          | Lincoln Capri               | Zeitlimit überschritten |
| 65              | T       | 57  | Carl Kieckhaefer                       | Frank Menendez James Beake                      | Chrysler New Yorker         | Zeitlimit überschritten |
| 66              | S + 1.6 | 7   | Club Francia Amigos de la Panamericana | Jean Behra                                      | Gordini T24S                | Zeitlimit überschritten |
| 67              | S + 1.6 | 8   | Club Francia Amigos de la Panamericana | Jean Lucas                                      | Gordini T16S                | Zeitlimit überschritten |
| 68              | S 1.6   | 153 | Guillermo Suhr                         | Guillermo Suhr Oscar Alfonso                    | Porsche 356SL               | Zeitlimit überschritten |
| 69              | S + 1.6 | 21  | Tony Bettenhausen                      | Tony Bettenhausen Duane Carter Murrell Belanger | Kurtis 500K                 | Zeitlimit überschritten |
| 70              | S + 1.6 | 45  | Scuderia Gustalla                      | Luigi Chinetti Alfonso de Portago               | Ferrari 375MM Vignale       | Zeitlimit überschritten |
| 71              | T       | 97  | Mario Andreini                         | Mario Andreini                                  | Mercury Monterey            | Zeitlimit überschritten |
| 72              | S + 1.6 | 13  | Javier Razo Maciel                     | Oscar Fano Bush Raul Aurelio Martinez           | Glasspar                    | Zeitlimit überschritten |
| 73              | S + 1.6 | 14  | Fernando Dujan Mejia                   | Fernando Dujan Mejia Antonio Mucharras          | Cadillac                    | Zeitlimit überschritten |
| 74              | S + 1.6 | 16  | Carl Kiekhaefer                        | John Fitch Bob Boile                            | Chrysler New Yorker         | Zeitlimit überschritten |
| 75              | S + 1.6 | 35  | Jose Ham Gunam                         | Jose Ham Gunam Armando Santamaria               | Ham Spezial                 | Zeitlimit überschritten |
| 76              | T       | 54  | Fernando Carriles Pagaza               | Fernando Carriles Pagaza Jorge Goudet           | Lincoln Capri               | Zeitlimit überschritten |
| 77              | T       | 58  | Vinilsa                                | Vladimiro Cheterquin Olanque Martin Pecastaing  | Cadillac Series 62          | Zeitlimit überschritten |
| 78              | T       | 96  | Arquimedes del Saz                     | Arquimedes del Saz                              | Mercury Monterey            | Zeitlimit überschritten |
| 79              | 1.6     | 199 | Joaquin Castillo de la Fuente          | Joaquin Castillo de la Fuente                   | Porsche 356 PRE A           | Zeitlimit überschritten |
| 80              | 1.6     | 200 | Jacqueline Evans                       | Jacqueline Evans                                | Porsche 356 PRE A           | Zeitlimit überschritten |
| 81              | TS      | 211 | Dario Ramonda                          | Dario Ramonda Armando Lopez                     | Ford 6                      | Zeitlimit überschritten |
| 82              | TS      | 295 | Benito Flores Estavillo                | Benito Flores Estavillo Manuel Calzadillas Vega | Ford 6                      | Zeitlimit überschritten |
| Ausgefallen     |         |     |                                        |                                                 |                             |                         |
| 83              | S 1.6   | 154 | Jaroslav Juhan                         | Jaroslav Juhan Antonio Asturias Hall            | Porsche 550                 |                         |
| 84              | S 1.6   | 162 | Manfredo Lippmann                      | Manfredo Lippmann                               | Porsche 356 Super           |                         |
| 85              | TS      | 218 | Remo Gamalero                          | Remo Gamalero Juan Carlos Dominguez             | Ford 6                      |                         |
| 86              | TS      | 271 | Jorge Daponte                          | Jorge Daponte                                   | Chevrolet 210               |                         |
| 87              | TS      | 233 | Andres Ferreno Barreiro                | Andres Ferreno Barreiro Juan Suarez             | Ford 6                      |                         |
| 88              | TS      | 262 | Agustin Aguaviva                       | Agustin Aguaviva                                | Ford 6                      |                         |
| 89              | S + 1.6 | 9   | O’Farrill                              | Jean Trévoux Jean Bachereaux                    | Packard Motto Spezial       |                         |
| 90              | S 1.6   | 151 | Calzado Canada                         | Salvador López Chávez                           | Porsche 356                 |                         |
| 91              | TS      | 212 | Douglas Marimon                        | Douglas Marimon                                 | Ford 6                      |                         |
| 92              | TS      | 240 | Vincente Tirabasso                     | Vincente Tirabasso                              | Chevrolet                   |                         |
| 93              | TS      | 254 | Angel Lovalvo                          | Angel Lovalvo Antonio Spampinato                | Ford Victoria               |                         |
| 94              | S + 1.6 | 12  | Scuderia Gustalla                      | Umberto Maglioli Piero Cassani                  | Ferrari 375MM Pinin Farina  |                         |
| 95              | TS      | 280 | Jose Brea                              | Jose Brea Alfonso Moreno                        | Ford 6                      |                         |
| 96              | S + 1.6 | 34  | Scuderia Lancia                        | Felice Bonetto                                  | Lancia D24                  |                         |
| 97              | S + 1.6 | 50  | Scuderia Lancia                        | Giovanni Bracco                                 | Lancia D23                  |                         |
| 98              | T       | 61  | Philips Radio Mexico                   | Felix Cerda Loza Jose Aguilar                   | Lincoln Capri               |                         |
| 99              | T       | 80  | Hayes & McNamara                       | Keith Andrews Pete Woods                        | Cadillac Series 62          |                         |
| 100             | T       | 149 | Raymond Crawford                       | Raymond Crawford                                | Lincoln Capri               |                         |
| 101             | TS      | 221 | Manuel Hidalgo                         | Manuel Hidalgo Luis Bicio                       | Ford 6                      |                         |
| 102             | TS      | 223 | Jose Rubiol Roca                       | Jose Rubiol Roca                                | Ford 6                      |                         |
| 103             | TS      | 239 | Daniel Musso                           | Daniel Musso                                    | Ford 6                      |                         |
| 104             | TS      | 239 | Manuel Cobas                           | Manuel Cobas                                    | Ford 6                      |                         |
| 106             | TS      | 247 | Ricardo Julian Manrique                | Ricardo Julian Manrique                         | Chevrolet                   |                         |
| 107             | TS      | 252 | Fernando Tirabasso                     | Fernando Tirabasso Antonio Vidal                | Ford Victoria               |                         |
| 108             | TS      | 253 | Hugo Servetto                          | Hugo Servetto Francisco Vega Monroy             | Ford Victoria               |                         |
| 109             | TS      | 286 | Ruben Joly                             | Ruben Joly                                      | Chevrolet                   |                         |
| 110             | TS      | 288 | Eugenio Veicier                        | Eugenio Veicier Alfonso Hernandez               | Chevrolet 210               |                         |
| 111             | TS      | 300 | Anza Hermanos                          | Rogelio Anza Ricardo Pola                       | Chevrolet 210               |                         |
| 112             | S + 1.6 | 4   | Allen Guiberson                        | Phil Hill Richie Ginther                        | Ferrari 340 Mexico Vignale  |                         |
| 113             | T       | 89  | Universidad Militar                    | Otto Becker Estrada Marcel Carrel               | Oldsmobile 88               |                         |
| 114             | T       | 150 | Charles Royal                          | Charles Royal George Clark                      | Cadillac Series 62          |                         |
| 115             | S 1.6   | 159 | Dr. Ing. Porsche KG                    | Karl Kling                                      | Porsche 550 Spyder          |                         |
| 116             | S 1.6   | 165 | Dr. Ing. Porsche KG                    | Hans Herrmann                                   | Porsche 550 Spyder          |                         |
| 117             | S 1.6   | 160 | William Doheny                         | Ernie McAfee George Metger                      | Siata 208S                  |                         |
| 117             | TS      | 219 | Juan Fernando Piersanti                | Juan Fernando Piersanti Oscar Piersanti         | Chevrolet                   |                         |
| 118             | TS      | 243 | Osvaldo Jose Mantega                   | Osvaldo Jose Mantega Ernesto Nunez              | Chevrolet 210               |                         |
| 119             | TS      | 251 | Arnaldo de Tomas                       | Arnaldo de Tomas                                | Ford Victoria               |                         |
| 120             | S + 1.6 | 1   | Robredo                                | Fernando Razo Maciel Javier Montes de Oca       | Chrysler New Yorker Spezial |                         |
| 121             | S + 1.6 | 10  | Robredo                                | José Antonio Solana Alfonso Iniesta             | Solana Oldsmobile           |                         |
| 121             | T       | 56  | Carl Kiekhaefer                        | Bob Korf Don Ziebell                            | Chrysler New Yorker         |                         |
| 122             | T       | 69  | H. W. Dietrich                         | Rodger Ward Miles Spickler                      | Lincoln Capri               |                         |
| 123             | T       | 92  | Edward Stringer                        | Edward Stringer David Stringer                  | Cadillac Series 62          |                         |
| 123             | T       | 99  | William Toia                           | Duane Carter                                    | Lincoln Capri               |                         |
| 124             | T       | 103 | Juan Jose Courtney                     | Juan Jose Courtney Carlos Zambrano              | Oldsmobile 88               |                         |
| 125             | T       | 121 | Alianza Camioneres de Mexico           | Alianza Camioneres de Mexico Raul Blancas       | Lincoln Capri               |                         |
| 126             | TS      | 201 | Carlos Rogelio Anza                    | Octavio Anza Esquivel Ricardo Anza              | Ford V8                     |                         |
| 127             | TS      | 202 | Bonos del Ahorro Nacional              | Guillermo Albafull Billey Saidel                | Ford V8                     |                         |
| 128             | TS      | 205 | Jose Antonio Marin                     | Jose Antonio Marin Miguel Lecuona               | Plymouth Belvedere          |                         |
| 129             | TS      | 208 | Frank Davis                            | Frank Davis Dennis Cannon                       | Plymouth Belvedere          |                         |
| 130             | TS      | 229 | Chiapas                                | Carlos Alvarado Castanon Luis Ascencio Cordero  | Studebaker Champion         |                         |
| 131             | TS      | 214 | Alberto Augusto Crespo                 | Alberto Augusto Crespo Jacinto Alvarez          | Ford Victoria               |                         |
| 132             | TS      | 236 | Roberto Salmon Corona                  | Roberto Salmon Corona Jorge Sojo Guzman         | Ford V8                     |                         |
| 133             | TS      | 249 | Pedro Beamonte                         | Pedro Beamonte Francisco Rodríguez              | Ford 6                      |                         |
| 134             | TS      | 250 | Kaiser Mexico                          | Manuel Luz Meneses                              | Kaiser Manhattan            |                         |
| 135             | TS      | 261 | Carlos Maria Silva Ferrer              | Carlos Maria Silva Ferrer                       | Ford 6                      |                         |
| 136             | TS      | 265 | Ramon Enrique Bauzada                  | Ramon Enrique Bauzada                           | Ford 6                      |                         |
| 137             | TS      | 273 | Marcelo Alos Vercher                   | Marcelo Alos Vercher                            | Chevrolet 210               |                         |
| 138             | TS      | 279 | Constante Luis Mundo                   | Constante Luis Mundo                            | Chevrolet 210               |                         |
| 139             | TS      | 296 | Carlos Buenaventura Perez              | Carlos Buenaventura Perez Guillermo Romero      | Mercury Monterey            |                         |
| 140             | S + 1.6 | 3   | Owen Gray                              | Owen Gray E. J. Elliason                        | Chrysler New Yorker Spezial |                         |
| 141             | S + 1.6 | 15  | Scuderia Guastalla                     | Antonio Stagnoli Giuseppe Scotuzzi              | Chrysler New Yorker Spezial |                         |
| 142             | S + 1.6 | 17  | Jack Ensley                            | Jack Ensley Stephen Spitler                     | Kurtis 500K                 |                         |
| 143             | S + 1.6 | 18  | Francisco Ibarra                       | Francisco Ibarra                                | Jaguar C-Type               |                         |
| 144             | S + 1.6 | 19  | Jorge Moctezuma                        | Jorge Moctezuma                                 | Ford V8                     |                         |
| 145             | S + 1.6 | 19  | Jorge Moctezuma                        | Jorge Moctezuma Antonio Ferreira                | Ford V8                     |                         |
| 146             | S + 1.6 | 29  | Carl Kiekhaefer                        | Reginald McFee George Thompson                  | Ford V8                     |                         |
| 147             | T       | 65  | Hilton Motors                          | Bill Vukovich Vern Houle                        | Lincoln Capri               |                         |
| 148             | T       | 74  | Raimundo Corona                        | Raimundo Corona Jesus Martin del Campo          | Packard Mayfair             |                         |
| 149             | T       | 75  | Alfredo Macias                         | Alfredo Macias Rudolfo Hugo                     | Mercury Monterey            |                         |
| 150             | T       | 83  | Rudolph Ryans                          | Rudolph Ryans                                   | Lincoln Capri               |                         |
| 151             | T       | 85  | Jacobo Falick                          | Jacobo Falick                                   | Lincoln Capri               |                         |
| 152             | T       | 146 | Hugo Aspe                              | Hugo Aspe Anciento Aspe                         | Mercury Monterey            |                         |
| 153             | S + 1.6 | 156 | Adolf Brudes                           | Adolf Brudes                                    | Borgward Hansa 1500RS       |                         |
| 154             | S + 1.6 | 157 | Jacques Péron                          | Jacques Péron                                   | Osca MT4 1100               |                         |
| 155             | TS      | 203 | Morelos                                | Olegario Perez Pliego Guillermo Estrada         | Studebaker Champion         |                         |
| 156             | TS      | 213 | Alfonso Cesar Franco                   | Olegario Perez Pliego José Hernandez            | Ford 6                      |                         |
| 157             | TS      | 216 | Antonio Adrian Zarantonello            | Antonio Adrian Zarantonello                     | Ford 6                      |                         |
| 158             | TS      | 220 | Ramiro Aguilar                         | Ramiro Aguilar Joe Blanco                       | Chevrolet 210               |                         |
| 159             | TS      | 224 | Surroz Ford                            | Bob Christie Kenneth Wood                       | Ford 6                      |                         |
| 160             | TS      | 226 | Alberto August                         | Mickey Thompson Roger Flores                    | Ford 6                      |                         |
| 161             | TS      | 230 | Ernesto Nanni                          | Ernesto Nanni                                   | Chevrolet                   |                         |
| 162             | TS      | 234 | Radio 620                              | Oscar Cepeda Luis Pombo Rivadeneyra             | Willys Aero                 |                         |
| 163             | TS      | 242 | Nestor Luis Lafage                     | Nestor Luis Lafage                              | Ford 6                      |                         |
| 164             | TS      | 246 | Adolfo Sogolo                          | Adolfo Sogolo                                   | Ford Victoria               |                         |
| 165             | TS      | 266 | Mario Jorge de Poli                    | Mario Jorge de Poli                             | Ford 6                      |                         |
| 166             | TS      | 267 | Jorge Pedro Castellano                 | Jorge Pedro Castellano                          | Ford 6                      |                         |
| 167             | TS      | 270 | Radio 620                              | Jorge Cepeda Mier y Teran Heron Cabrera         | Willys Aero                 |                         |
| 168             | TS      | 275 | Miguel Gustavo Molinero                | Miguel Gustavo Molinero                         | Ford 6                      |                         |
| 169             | TS      | 285 | Francisco Casuscelli                   | Francisco Casuscelli                            | Plymouth Belvedere          |                         |
| 170             | TS      | 290 | Federico Herrero                       | Federico Herrero                                | Ford 6                      |                         |

### Nur in der Meldeliste
Hier finden sich Teams, Fahrer und Fahrzeuge, die ursprünglich für das Rennen gemeldet waren, aber aus den unterschiedlichsten Gründen daran nicht teilnahmen.
| Pos. | Klasse  | Nr. | Team                       | Fahrer                                          | Chassis                    |
| ---- | ------- | --- | -------------------------- | ----------------------------------------------- | -------------------------- |
| 171  | S + 1.6 |     | Jaguar Cars                |                                                 | Jaguar C-Type              |
| 172  | S + 1.6 |     | Jan de Vroom               | Bill Spear                                      | Ferrari 212 Export Vignale |
| 173  | S + 1.6 | 2   | Joel Thorne                | Joel Thorne                                     | Thorne                     |
| 174  | S + 1.6 | 14  | Raul Aurelio Martinez      | Raul Aurelio Martinez                           | Jaguar C-Type              |
| 175  | S + 1.6 | 24  | Pinheiro Piris             | Pinheiro Piris                                  | Lancia                     |
| 176  | S + 1.6 | 47  | Tommy Francis              | Tommy Francis Dempsey Wilson                    | Post                       |
| 177  | S + 1.6 | 48  | Chano Ureta                | Chano Ureta                                     | Post                       |
| 178  | T       | 62  | Guy Vincent                | Guy Vincent                                     | Jaguar Mark VIII           |
| 179  | T       | 68  | Manuel Acosta Munoz        | Manuel Acosta Munoz Jesus Perez                 | Lincoln Capri              |
| 180  | T       | 76  | Tony Bettenhausen          | Tony Bettenhausen                               | Chrysler New Yorker        |
| 181  | T       | 77  | Jesús Valezzi              | Jesús Valezzi                                   |                            |
| 182  | T       | 78  | Murrell Belanger           | Murrell Belanger                                | Chrysler New Yorker        |
| 183  | T       | 81  | Pablo Birger               | Pablo Birger                                    | Lincoln Capri              |
| 184  | T       | 84  | Verlin Brown               | Verlin Brown                                    | Chrysler New Yorker        |
| 185  | T       | 86  | John Fitch                 | John Fitch                                      | Chrysler New Yorker        |
| 186  | T       | 90  | A. F. Ennis                | A. F. Ennis                                     | Chrysler New Yorker        |
| 187  | T       | 91  | Julio Repetto              | Julio Repetto                                   | Mercury                    |
| 188  | T       | 94  | Eugenio Guerrero           | Eugenio Guerrero                                | Mercury                    |
| 189  | T       | 98  |                            | Jose Ramon Naves                                | De Soto Diplomat           |
| 190  | T       | 100 | Manuel Arrouge             | Manuel Arrouge                                  | Lincoln Capri              |
| 191  | T       | 105 | Armando Reyes Navarro      | Armando Reyes Navarro                           | Packard                    |
| 192  | T       | 106 | Santiago Enrique Pieretti  | Santiago Enrique Pieretti                       | Lincoln Capri              |
| 193  | T       | 142 | Angel Acar                 | Angel Acar                                      | Mercury                    |
| 194  | S 1.6   | 161 | Louis Richardi             | Louis Richardi                                  |                            |
| 195  | TS      | 206 | Othon Aspe Murphy          | Othon Aspe Murphy Octavio Aspe Murphy           | Ford V8                    |
| 196  | TS      | 209 | Douglas Marimon            | Douglas Marimon                                 | Chevrolet 210              |
| 197  | TS      | 215 | Benjamin Alvarez           | Benjamin Alvarez                                | Studebaker                 |
| 198  | TS      | 222 | Hector Ortiz Palacios      | Hector Ortiz Palacios                           | De Soto Diplomat           |
| 199  | TS      | 231 | Manuel Marino              | Manuel Marino                                   | Ford 6                     |
| 200  | TS      | 237 | Alfredo Calles Suarez      | Alfredo Calles Suarez                           | Ford                       |
| 201  | TS      | 252 | Alfonso de la Pena Cardona | Alfonso de la Pena Cardona                      | Ford V8                    |
| 202  | TS      | 253 | Heliodoro de la Pena       | Heliodoro de la Pena                            | Ford V8                    |
| 203  | TS      | 260 | Eduardo d’Alessandro       | Eduardo d’Alessandro                            | Chevrolet 210              |
| 204  | TS      | 263 | Enrique Capizano           | Enrique Capizano                                | Chevrolet 210              |
| 205  | TS      | 264 | Alfredo Birger             | Alfredo Birger                                  | Ford 6                     |
| 206  | TS      | 274 | Balbino Jose Roldan        | Balbino Jose Roldan                             | Ford 6                     |
| 207  | TS      | 279 | Alberto Fulvi              | Alberto Fulvi                                   | Ford 6                     |
| 208  | TS      | 281 | Luis Alberto Manzeo        | Luis Alberto Manzeo                             | Ford 6                     |
| 209  | TS      | 283 | Enrique Etchebarne         | Enrique Etchebarne                              | Ford                       |
| 210  | TS      | 284 | Eduardo Etchebarne         | Eduardo Etchebarne                              | Ford                       |
| 211  | TS      | 287 | Pedro Francisco Garcia     | Pedro Francisco Garcia                          |                            |
| 212  | TS      | 289 | Juan Justino Leon          | Juan Justino Leon                               | Ford                       |
| 213  | TS      | 291 | Hector Giorgis             | Hector Giorgis                                  | Ford 6                     |
| 214  | TS      | 292 | Fidel Fernandez            | Francisco Ibarra                                | Chevrolet 210              |
| 215  | TS      | 293 | Alfonso de la Pena Cardona | Alfonso de la Pena Cardona                      | Kaiser Manhattan           |
| 216  | TS      | 294 | Heliodoro de la Pena       | Heliodoro de la Pena Alfonso de la Pena Cardona | Kaiser Manhattan           |

### Klassensieger
| Klasse  | Fahrer               | Fahrer          | Fahrzeug          | Platzierung im Gesamtklassement |
| ------- | -------------------- | --------------- | ----------------- | ------------------------------- |
| S + 1.6 | Juan Manuel Fangio   | Gino Bronzoni   | Lancia D24        | Gesamtsieg                      |
| S 1.6   | José Herrarte Ariano | Carlos Gonzales | Porsche 550 Coupe | Rang 32                         |
| T       | Chuck Stevenson      | Clay Smith      | Lincoln Capri     | Rang 7                          |
| TS      | C. D. Evans          | Walter Krause   | Chevrolet 210     | Rang 34                         |

### Renndaten
- Gemeldet: 216
- Gestartet: 170
- Gewertet: 60
- Rennklassen: 4
- Zuschauer: unbekannt
- Wetter am Renntag: warm und trocken
- Streckenlänge: 3077 km
- Fahrzeit des Siegerteams: 18:11:00,000 Stunden
- Gesamtrunden des Siegerteams: 8
- Gesamtdistanz des Siegerteams: 3077,000 km
- Siegerschnitt: 169,221 km/h
- Pole Position: keine
- Schnellste Rennrunde: keine
- Rennserie: 7. Lauf zur Sportwagen-Weltmeisterschaft 1953